# 朱緗
朱緗（？—？），廣西臨桂人，清朝政治人物。進士出身。
咸豐二年（1852年）壬子恩科進士。咸豐三年九月，接替薛炳。擔任江蘇荆溪縣知縣。后由王際相接任。